# Audrey Catherine
Audrey Catherine es una deportista mauriciana que compitió en judo. Ganó una medalla de bronce en el Campeonato Africano de Judo de 2009, en la categoría de –63 kg.

## Palmarés internacional
| Campeonato Africano | Campeonato Africano     | Campeonato Africano | Campeonato Africano |
| Año                 | Lugar                   | Medalla             | Categoría           |
| ------------------- | ----------------------- | ------------------- | ------------------- |
| 2009                | Puerto Louis (Mauricio) | Medalla de bronce   | –63 kg              |